# Петър Кендеров
Петър Кендеров е български учен-математик, член на съвета на Международната фондация „Св. св. Кирил и Методий“, академик.

## Биография
Петър Кендеров е роден на 5 април 1943 година в Пазарджик. Той е средният от тримата синове на Стоян Кендеров – виден юрист и културен деятел на града, и Елена Кендерова – служителка в отдел „Култура“ на общината. П. Кендеров завършва Втора пазарджишка гимназия през 1960 година.
Студент е по математика във ФМФ на СУ през периода 1960 – 1963 г. Петър Кендеров, Стоян Недев и Генчо Скордев са участници в семинара на Ярослав Тагамлицки. Те слушат и първия в България курс по обща топология, прочетен от Дойчин Дойчинов. През 1963 г. и тримата са изпратени в Москва, за да продължат образованието си в Механо-математическия факултет на Московския държавен университет. Попадат в катедрата по Висша геометрия и топология, ръководена от един от основателите на общата топология в света – Павел Сергеевич Александров.
През 1970 г. започва работа като научен сътрудник в Института по математика на БАН. През 1974 г. е избран за старши научен сътрудник втора степен, а през 1983 за професор, след като е защитил през 1982 г. дисертация за получаване на научната степен „доктор на математическите науки“.
От 1971 до 1979 година е осведомител и секретен сътрудник на Държавна сигурност.
Цялата му научна кариера е свързана с активна дейност в Института по математика и информатика към БАН. Има голям брой научни публикации, главно в областта на топологията, функционалния анализ и оптимизацията. Акад. Петър Кендеров е един от организаторите на Първата международна олимпиада по информатика за ученици.
Почетен доктор на Югозападния университет.